# Čigre
Čigre (lat. Sterninae), su potporodica ptica u porodici galebova, dio reda močvarica. Veće čigre su u bliskom srodstvu s galebovima, dok je sličnost nekih čigri s vodosijecima također upadljiva.

## Izgled
Vrste roda Sterna imaju vitko tijelo, duga krila i račvast rep, pa su zato ponekada zvane "morske lastavice". Perje im je najčešće bijelo, sivo ili crno, ali neke vrste imaju blagi ružičasti sjaj na grudima početkom sezone parenja. Ova boja brzo izblijedi nakon što ove ptice dođu do teritorija za gniježđenje. Mladunci su najčešće smeđe boje. Kod vrsta roda Chlidonias i Anous perje je tamnije ili crno. Larosterna inca je upadljivo drugačija od ostalih čigri po resi kod usta i bijelim "brkovima". Veće čigre su manje okretne i graciozne od drugih. Kljunovi čigri mogu biti različiti, od oblika pincete do bodeža, što jednim dijelom zavisi i od veličine njihovog plijena. Često su svijetložuti, crveni ili crni. Iako imaju plivaću kožicu između prstiju, rijetko provode mnogo vremena u vodi.

## Rasprostranjenost
Čigre nastanjuju cijeli svijet, osim staništa koja su pod vječnim ledom. Gnijezde se na svim kontinentima, uključujući i Antarktik. Staništa su im priobalne i otvorene vode, ali i rijeke, bare i močvare. Usprkos rasprostranjenosti neke vrste imaju ograničen prostor prebivanja (stanište). Čigre se dijele na morske i barske čigre. Morske čigre se gnijezde na plažama ili otocima i grade jednostavna gnijezda, koja su samo udubljenja u pijesku. Neke se gnijezde i u slanim močvarama. Barske čigre uglavnom nastanjuju unutrašnjost kontinenata, oko slatkovodnih bara, rijeka i jezera. Grade plutajuće gnijezdo, koje učvrste travama da ih ne bi odijela voda za vrijeme poplava. Mnoge čigre daleko se sele, a najduže se seli arktička čigra (45000 km).

## Razmnožavanje
Kao i mnoge druge morske ptice, čigre su dugovječne. Nije neoubičajen vijek od 33 godine. Počinju se gnijezditi s dvije godine života. Kod tropskih vrsta se to dešava kasnije, u šestoj godini. Obično ostaju doživotni partneri. Van sezone gniježđenja, ta veza se prekida, ali se partneri sastaju na početku svake sezone gniježdenja. Gnijezde se u kolonijama koje se ponekada sastoje od milijuna ptica. Udvaranje je vrlo složeno. Leglo varira od jednog jaja kod tropskih vrsta do 2-3 jaja kod drugih. Oba spola inkubiraju jaja 3-4 tjedna.

## Vrste
- Rod Anous:
  - Anous stolidus
  - Anous minutus
  - Anous tenuirostris (tankokljuna čigra)
- Rod Procelsterna:
  - Procelsterna cerulea
  - Procelsterna albivitta

- Rod Gygis:
  - Gygis alba
  - Gygis microrhyncha

- Rod Onychoprion:
  - Onychoprion lunata
  - Onychoprion anaethetus
  - Onychoprion fuscata
  - Onychoprion aleutica

- Rod Sternula:
  - Sternula nereis
  - Sternula balaenarum
  - Sternula albifrons
  - Sternula saundersi (prije smatrana podvrstom Sternula albifrons)
  - Sternula antillarum (prije smatrana podvrstom Sternula albifrons)
  - Sternula superciliaris
  - Sternula lorata
- Rod Phaetusa: 
  - Phaetusa simplex

- Rod Hydroprogne:
  - Hydroprogne caspia

- Rod Gelochelidon:
  - Gelochelidon nilotica
- Rod Larosterna:  
  - Larosterna inca
- Rod Chlidonias:
  - Chlidonias niger
  - Chlidonias leucopterus
  - Chlidonias hybridus
  - Chlidonias albostriatus
- Rod Thalasseus: 
  - Thalasseus bengalensis
  - Thalasseus maximus
  - Thalasseus bergii
  - Thalasseus bernsteini
  - Thalasseus elegans
  - Thalasseus sandvicensis

- Rod Sterna:
  - Sterna forsteri
  - Sterna trudeaui
  - Sterna hirundo
  - Sterna dougallii
  - Sterna striata
  - Sterna sumatrana
  - Sterna hirundinacea
  - Sterna vittata
  - Sterna virgata
  - Sterna paradisaea (Polarna čigra)
  - Sterna aurantia
  - Sterna acuticauda (moguće da spada u rod Chlidonias)
  - Sterna repressa (moguće da spada u rod Chlidonias)